# Circus Circus Las Vegas
Circus Circus Las Vegas – hotel i kasyno, położony przy ulicy Las Vegas Strip w Las Vegas, w stanie Nevada, stanowiący własność korporacji MGM Resorts International. Charakteryzuje się cyrkowym wystrojem, spektaklami oraz rozrywkami o tej tematyce. Circus Circus jest jedynym obiektem przy Strip, który posiada park dla pojazdów kempingowych z 399 miejscami parkingowymi. 
Na terenie Circus Circus Las Vegas znajduje się największy na świecie permanentny namiot cyrkowy. Wielki, neonowy znak powitalny z klaunem, który znajduje się przy wejściu do hotelu został stworzony przez Young Electric Sign Company w 1976 roku.

## Historia

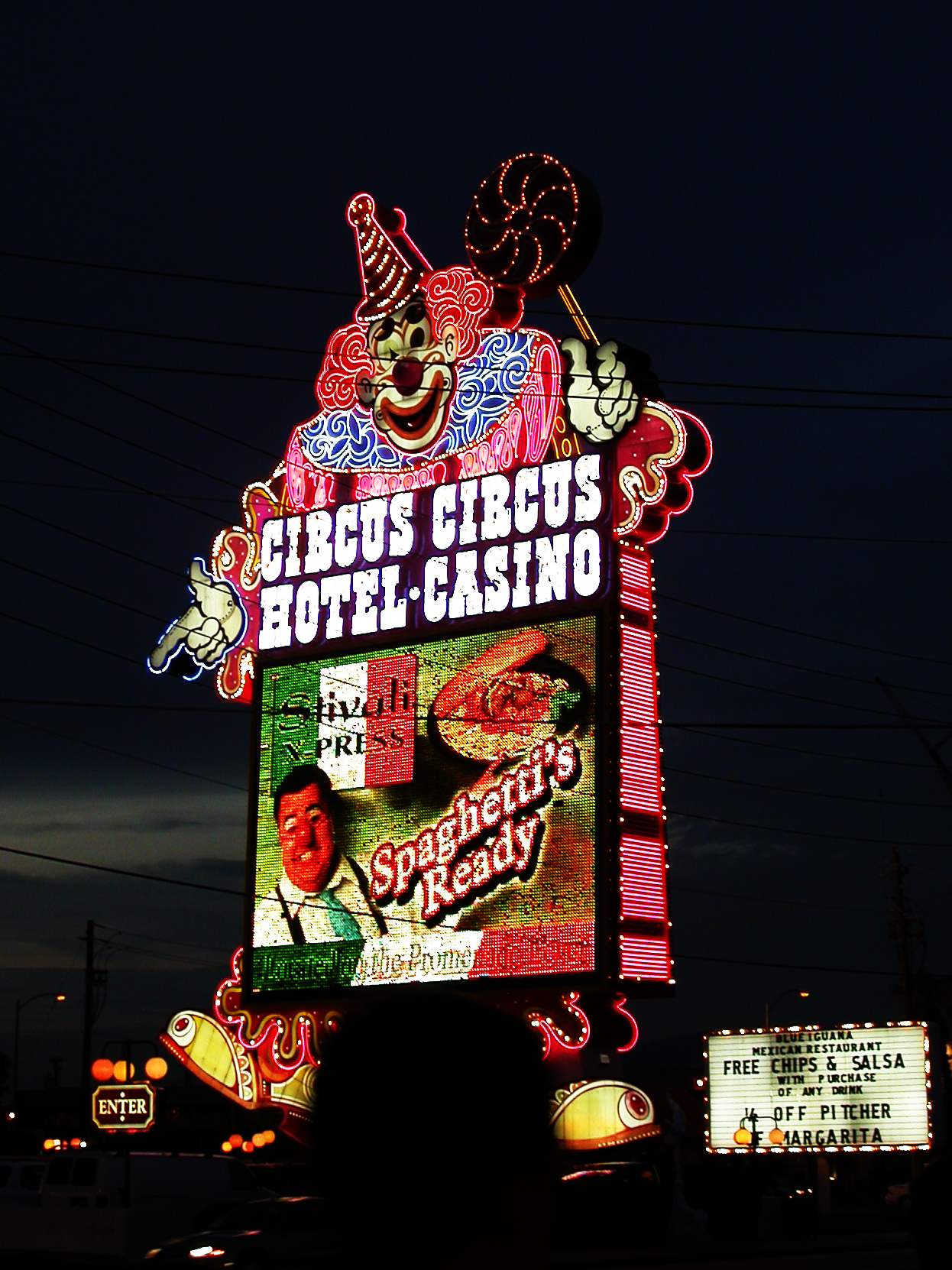
Wielki znak powitalny przed Circus Circus

Circus Circus został otwarty 18 października 1968 roku przez Jaya Sarno, stając się najważniejszym obiektem należącym do Circus Circus Enterprises.
Początkowo, Circus Circus składał się wyłącznie z kasyna. Architekci z Rissman and Rissman Associates stworzyli jego projekt: strukturą miał odzwierciedlać ogromny namiot cyrkowy, który następnie został wybudowany przez R.C. Johnson Construction. W 1973 roku obiekt został powiększony o pierwszą wieżę hotelową.
W 1974 roku prawa własnościowe do Circus Circus przejął William Bennett, który wykupił kasyno za 72 miliony dolarów. W późniejszych latach (1980, 1985, 1986 oraz 1996) kompleks był wzbogacany o nowe skrzydła hotelowe. Pokoje w zachodniej wieży przeszły poza tym renowację, mającą na celu upodobnienie ich do panoramicznych apartamentów w hotelu Excalibur. Koszt tych zmian wyniósł ponad 100 milionów dolarów.
W 1993 roku Circus Circus otorzył Adventuredome, pierwszy park tematyczny w Las Vegas, którego budowa pochłonęła 90 milionów dolarów.

### Circus Circus w mediach
- 1971: Diamenty są wieczne
- 1975: Las Vegas Lady
- 1978: Corvette Summer
- 1988: House of Mystic Lights - sceny w wideoklipie C.C.Catch
- 1992: Kochanie, zwiększyłem dzieciaka
- 1997: Austin Powers: Agent specjalnej troski
- 1998: Las Vegas Parano
- 1999: Geniusze w pieluchach
- Grand Theft Auto: San Andreas jako hotel Clown Pocket

## Rozrywka
Na terenie Circus Circus znajdują się m.in.: park rozrywki Adventuredome, trzy beseny, kilka sal balowych, kaplica ślubna oraz tzw. Race and Sports Book (przeznaczona do oglądania wydarzeń sportowych) z 80 miejscami i 18 wielkimi ekranami.